# Хосе Пелисер
Хосе Луис Пелисер (на испански: José Luis Pellicer; на каталонски: Josep Lluís Pellicer i Fenyé) е испански художник, военен кореспондент в Руско-турска война (1877-1878).

## Биография
Хосе Пелисер е роден на 12 май 1842 г. в гр. Барселона, Испания. Учи в ателието на художника Рамон Алсина. Специализира три години в Рим. Показва своите художествени произведения в Мадрид (1871) и Барселона (1878). Комбинира работата си като художник с графики и политически карикатури, създадени специално за публикуване в пресата. Илюстрира поетиката на Фредерик Солер. Графичен военен кореспондент в Третата карлистка война (1872 – 1876).
Хосе Пелисер пристига в щаба на Действуващата Руска армия на Балканския полуостров на 1/13 юни 1877 г. Носи удостоверение от списанието „Illustration Espanola e Americana“. Работи и за „Le Monde Illustré“. Регистриран от полковник Михаил Газенкампф като военен кореспондент за Руско-турска война (1877-1878) след намесата на великия княз Николай Николаевич.
Той е творец с жив ум, ярко изразен талант и демократични убеждения. За него полковник Газенкампф пише: „Със своята общителност, отзивчивост, талант и най-вече с лоялността си Пелисер печелеше приятели не само сред нашите бойци и офицери, но и сред българското население...“. Ориентира се в сложната обстановка. Застъпник на руската намеса в решаването на Източния въпрос и българската национална кауза. Чрез батални рисунки и гравюри разкрива хода на войната. Неговите рисунки са реалистични и точни. Често са направени на бойното поле. Стилът на илюстратор е с тънка линия и детайли. Най-известните му творби са:
- „Руските войски минават Дунава“
- „От Плевен за Свищов“
- „Конвой на ранени руски войници“
- „Преминаването на Шипка“
- „Битката при лунното затъмнение на 26 август 1877 г.“
- „Превземането на Одрин“
- „Мирът от Сан-Стефано“

Артистичен директор на издателската къща „Montaner & Simon“. Илюстрира няколко тома от Всеобщата библиотека, „Дон Кихот“, „Сид“, „Легендата на Жозе Зорина“ и др. Основател на Института за каталонско изкуствознание. Един от организаторите на Световното изложение в Барселона (1888). От 1894 г. е член на Испанската академията за изящни изкуства (Барселона).